# Aeroméxico
AeroMéxico, Aerovías de México, S. A. de C. V. — мексиканська авіакомпанія, що одна з чотирьох компаній-засновників авіаційного альянсу пасажирських перевезень SkyTeam. Базовий аеропорт — Міжнародний аеропорт Мехіко, Мексика.
Компанія здійснює внутрішні та міжнародні перевезення в країни Азії, Європи, Центральної Америки, Південної Америки, Канади та США. Aeroméxico є єдиною авіакомпанією Латинської Америки, виконує рейси в Азію. Компанія також була єдиною в Мексиці, виконує рейси в Європу, поки в січні 2009 року авіакомпанія Mexicana не відкрила власний рейс в аеропорт Лондона Гатвік.
Aeroméxico разом зі своїм підрозділом Aeroméxico Connect виконує 24,8% всіх пасажирських перевезень всередині країни, що дозволяє вважати її найбільшим внутрішнім авіаперевізником Мексики. На ринку міжнародних перевезень Aeroméxico займає друге місце після Mexicana з часткою 12,8% від усього обсягу ринку.
Aeroméxico разом з Aeroméxico Connect виконує близько 650 щоденних рейсів до 67 пунктів призначення на чотирьох континентах і має в своєму флоті 104 літака.

## Історія

### Заснування компанії: 1934 рік

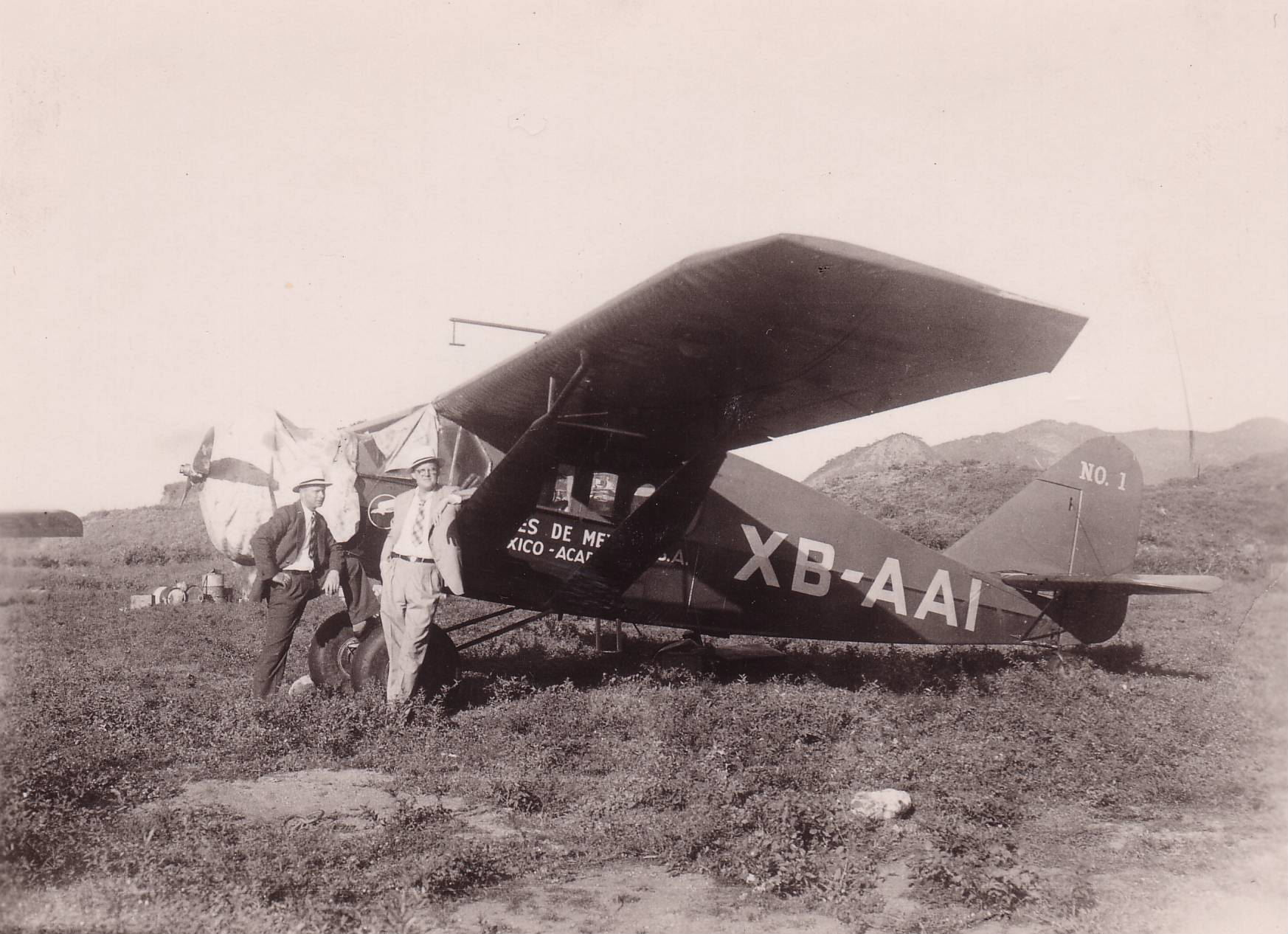
Регулярний рейс Мехіко-Акапулько, 1935 р.

Авіакомпанія була заснована Антоніо Діас Ломбардо (Antonio Díaz Lombardo) 14 вересня 1934 року під назвою Aerovías de México. Першим літаком в активі компанії був Stinson SR, що управлявся пілотом Хуліо Синсер (Julio Zinser). Він же відкрив і перший маршрут авіакомпанії Мехіко-Акапулько 15 вересня 1934 року.
Під час Другої світової війни компанія продовжувала розвиватися з допомогою американської авіакомпанії Pan American, що володіла до того часу чвертю активів мексиканського перевізника. До початку 1950-х років Aerovías de México приєднувала різні дрібні авіакомпанії по всій країні а потім об'єдналася з другої за величиною Aerovias Guest, яка виконувала до того часу рейси в Мадрид і Париж, мала в своєму флоті легендарний Douglas DC-3 і його наступника DC-4.

### з 1950-х по 1980-ті роки
В кінці 50-х років парки DC-4 був замінений літаками Douglas DC-6 і трьома Bristol Britannia, які стали першими турбогвинтовими літаками в історії компанії. У 1958 році відкрився новий рейс в аеропорт Айдлуайлд (Idlewild, нині JFK — Міжнародний аеропорт ім. Джона Кеннеді в Нью-Йорку). Рейс Мехіко — Нью-Йорк відразу виявився дуже вигідним маршрутом не тільки для Aerovías de México, але і для її північноамериканських конкурентів.
У 1959 році авіакомпанія була націоналізована. Між 1962 і 1963 роками Aerovías de México об'єдналася з Aerovías Guest México, нова авіакомпанія отримала назву Aeronaves de México («Літаки Мексики»). Через кілька років парк компанії поповнився першими реактивними лайнерами Douglas DC-8, на них були відновлені польоти в Європу. До злиття компаній ці рейси виконувалися Aerovías de México на взятих в оренду в авіакомпанії" Mexicana літаках Comet IV-C.
В 1970 році згідно з планом уряду Мексики всі внутрішні авіаперевезення країни були націоналізовані та передані в управління Aeronaves de México, таким чином компанія отримала контроль над вісьмома невеликими перевізниками, які згодом були розформовані. На початку 1970-х виводяться з експлуатації DC-6 і Bristol Britannia, а в лютому 1972 року авіакомпанія змінила свою назву на сучасну Aeroméxico.
У 1974 році авіакомпанія в числі перших отримала два літаки Douglas DC-10-30, а також сім Douglas DC-9-32. Протягом 1970-х років популярність Aeroméxico у країні значно зросла, що частково було наслідком спритного маркетингового ходу авіакомпанії: якщо при зйомках якогось кінофільму виникала необхідність показати в кадрі літак, то їм обов'язково був літак з логотипом Aeroméxico. Наприкінці 1970 років у флот авіакомпанії надходять ще два DC-9-15, і вперше починаються регулярні рейси в Канаду.
На початку 1980-х років компанія ввела в експлуатацію три літаки DC-10, два McDonnell Douglas MD-82, вісім DC-9-32.
31 серпня 1986 року літак Aeroméxico вперше зазнав авіакатастрофи за межами Мексики. Douglas DC-9-32, що виконував рейс 498 Мехіко-Лос Анджелес, зіткнувся з невеликим приватним Piper PA-28 Cherokee, обидва літаки впали на землю в передмісті Лос-Анджелеса. Екіпаж і всі 64 пасажири Дугласа, три з Пайпера і ще п'ятнадцять на землі загинули. Розслідування причин трагедії тривало три роки і після довгого судового розгляду загиблий екіпаж Дугласа був визнаний невинним, оскільки було встановлено, що Пайпер самовільно увійшов в зону трафік-контролю комерційних рейсів.
В кінці 80-х державна компанія Aeroméxico потрапила в найглибшу кризу в своїй історії і в квітні 1988 року була оголошена банкрутом. Основними причинами банкрутства послужили відсутність чіткої організації діяльності авіакомпанії, експлуатація парку літаків, середній вік якого становив 20 років, а також дії мексиканського уряду по експропріації доходів компанії. У серпні 1989 року Aeroméxico провела процедуру приватизації своєї власності.

### 1990-ті роки

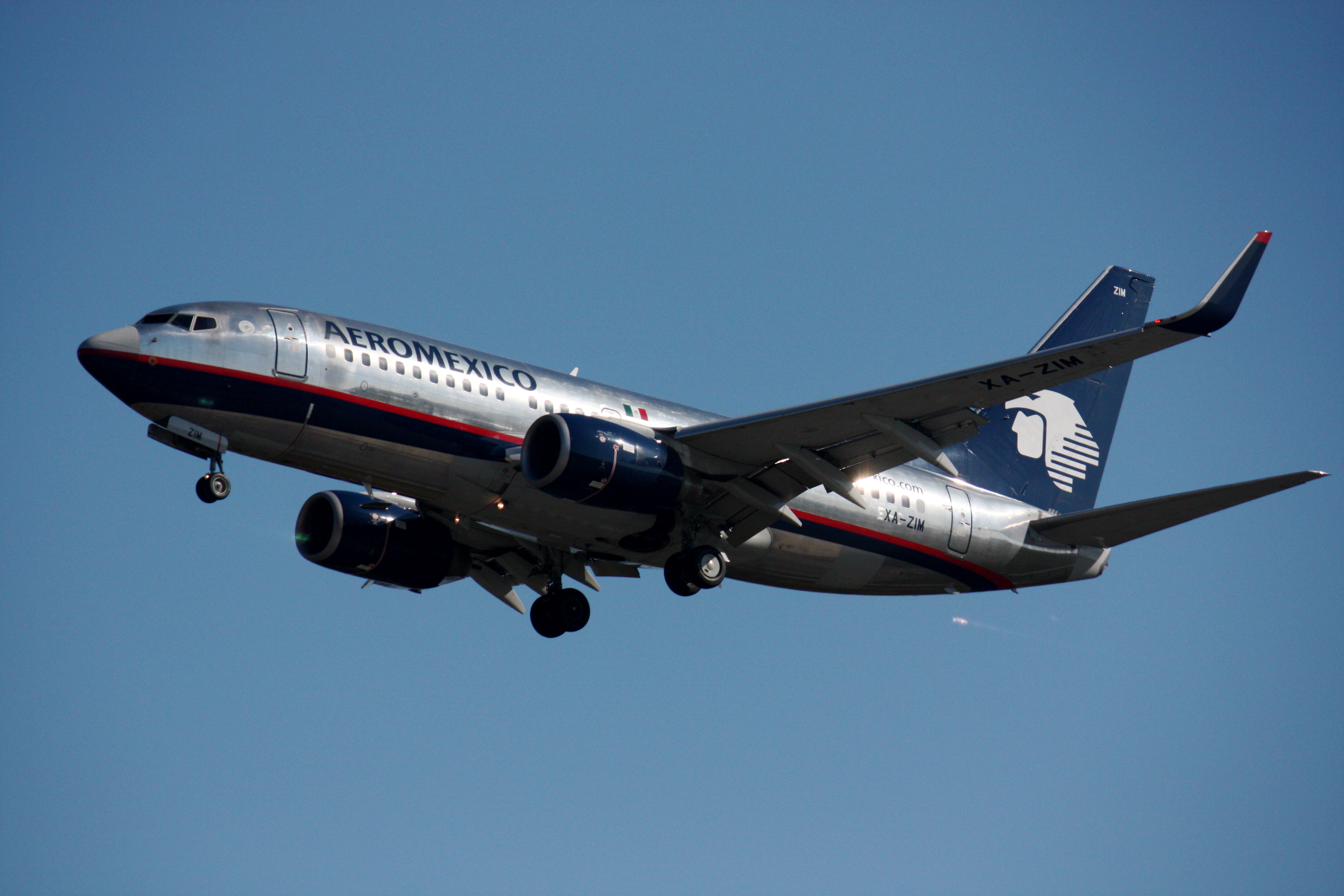
Посадка Boeing 737 Aeroméxico в аеропорту Ванкувера

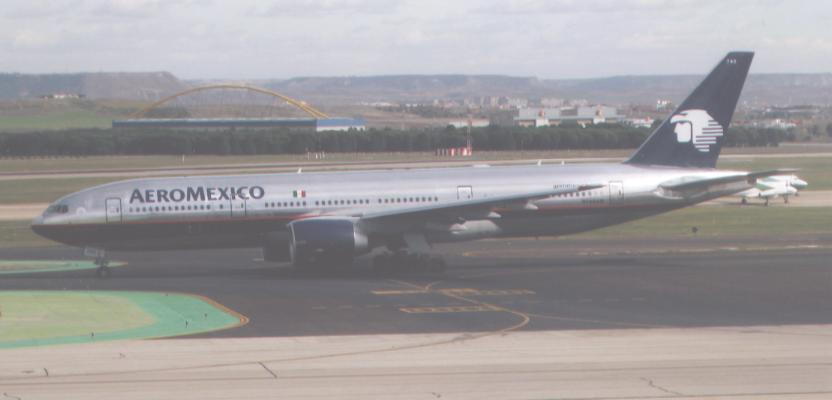
Флагман флоту Boeing 777-200ER в аеропорту Барахас

Початок 90-х років став непростим часом для Aeroméxico: через війну в Перській затоці стало дорожчати паливо, виникали постійні проблеми з профспілкою, на ринок авіаперевезень в Мексиці вийшли нові авіакомпанії TAESA, Сара і Aviacsa. У квітні 1991 року Aeroméxico вводить в експлуатацію два Boeing 767-200, замінюючи ними DC-10 на рейсах до Європи, Нью-Йорк і Тіхуану. Два наступних Boeing 767-300 надходять на початку 1992 року. Все це відбувається в рамках виконання плану авіакомпанії по введенню в дію 26 літаків Boeing 757 і Boeing 767, призначених зокрема для відкриття прямих рейсів в Мадрид і Париж, а також рейсів в Франкфурт через Мадрид і Рим через Париж.
У 1991 році група власник компанії Grupo Aeroméxico був у числі інших інвесторів, які намагалися придбати американську авіакомпанію Continental Airlines. Після цієї невдалої спроби Aeroméxico купила перевізника Aeroperú, перуанську авіакомпанію-банкрута, виставлену урядом Перу на торги в рамках її приватизації.
У жовтні 1992 року введено в дію ще два 767-300, загальна кількість 767-х склало шість літаків. В наступному році Aeroméxico взяла під своє управління компанію Aeromonterrey, у профспілки пілотів якої виник конфлікт з авіакомпанією Mexicana.
Через три місяці після відставки президента країни Карлоса Салінаса, у грудні 1994 року сталася перша з серії послідували за нею протягом 18 місяців девальвація національної валюти, після чого країна увійшла в період економічної кризи. Aeroméxico довелося припинити свої рейси до Франкфурта і Рим, чотири MD-80 і чотири 767-х були повернуті з оренди назад, для пілотів авіакомпанії вводився ранній вік виходу на пенсію, інші категорії співробітників авіакомпанії чекала та ж доля. Новий 767, який повинен був ввестися в експлуатацію в квітні 1995 року, довелося продати авіакомпанії Lan Chile (нинішня LAN Airlines). Ринок перевезень відновився в період між 1996 і 1998 роками, після чого в оренду знову були взяті вісім MD-80 і два Boeing 767-200.

### 2000-ті роки

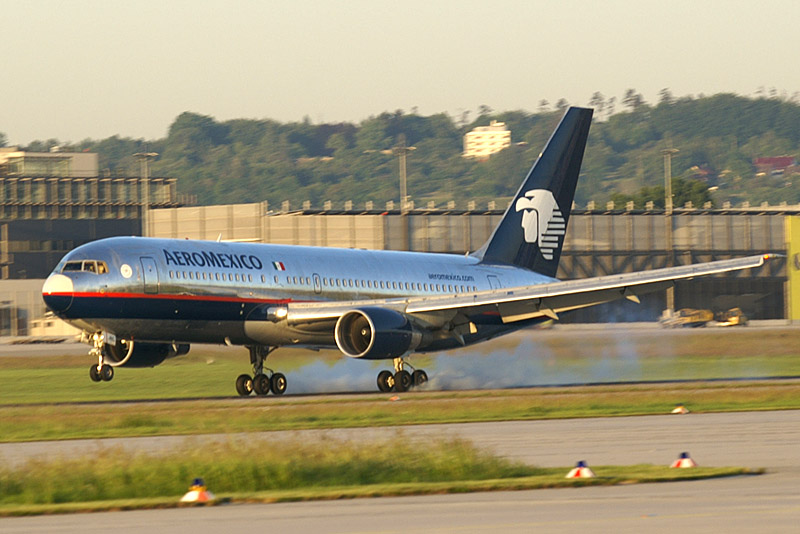
Boeing 767-200 Aeroméxico

В період з 2000 по 2005 роки Aeroméxico експлуатувала флот з 60 літаків (плюс 20 літаків в дочірній компанії Aeroméxico Connect) і протягом цього часу змінила п'ять генеральних директорів. 29 березня 2006 року авіакомпанія оголосила про відкриття прямого повітряного сполучення між Мехіко і Японією з посадкою в Тіхуані, що стало можливим завдяки придбанню двох далекомагістральних лайнерів Boeing 777-200ER. Aeroméxico стала четвертою авіакомпанією Латинської Америки, що здійснює рейси до Японії, після Varig і нині вже неіснуючих TAESA і VASP.
29 червня 2006 року Aeroméxico і лізингова компанія International Lease Finance Corporation (ILFC) оголосили про розміщення замовлення на оренду трьох літаків Boeing 787, які повинні надійти на початку 2010 року, і двох 787 з початком оренди в 2011 році.
У 2006 році власник Aeroméxico — компанія Consorcio AeroMéxico SA de CV — зіштовхнулася з серйозними фінансовими проблемами і виставила авіакомпанію на продаж. 17 жовтня 2007 року в результаті тижневого аукціону фінансова група Grupo Financiero Banamex стає переможцем торгів, запропонувавши найвищу ціну в 249,1 млн доларів США.

## Дочірні компанії
- Aeroméxico Connect (колишня назва Aerolitoral) — регіональна авіакомпанія, що базується в Міжнародному аеропорту ім.генерала Маріано Ескобедо, Монтеррей, Мексика.
- Aeromexpress — вантажний авіаперевізник, базовий порт в Міжнародному аеропорту Мехіко.
- Aeroméxico Travel — чартерна авіакомпанія з базовим аеропортом у Канкуні. Компанія утворена недавно і експлуатує два MD-83 і один MD-87.

## Салон

### Економічний клас
- Embraer EMB-145
  - Журнали авіакомпанії Escala і Gran-Plana.
  - Дьюті фрі на деяких міжнародних рейсах.
  - Безкоштовні газети на рейсах з базових аеропортів і головних пунктів призначення.
- Embraer ERJ-190 і McDonnell Douglas MD-82/83/87/88
  - Журнали авіакомпанії Escala і Gran-Plana.
  - Дьюті-фрі на деяких міжнародних рейсах.
  - Безкоштовні газети на рейсах з базових аеропортів і головних пунктів призначення.
  - 10 музичних каналів і безкоштовні навушники.
- Boeing 737-700/800
  - Журнали авіакомпанії Escala і Gran-Plana.
  - Дьюті-фрі на деяких міжнародних рейсах.
  - Безкоштовні газети на рейсах з базових аеропортів і головних пунктів призначення.
  - 10 музичних каналів і безкоштовні навушники.
  - Відеоекрани над пасажирськими кріслами, фільми на рейсах тривалістю більше двох годин.
- Boeing 767-200/300 (стара компонування)
  - Журнали авіакомпанії Escala і Gran-Plana.
  - Дьюті-фрі на деяких міжнародних рейсах.
  - Безкоштовні газети на рейсах з базових аеропортів і головних пунктів призначення.
  - 10 музичних каналів і безкоштовні навушники.
  - Відеоекрани над пасажирськими кріслами.
  - Індивідуальні набори засобів особистої гігієни на далекомагістральних рейсах.
- Boeing 767-200/300 (нова компоновка) і Boeing 777-200
  - Журнали авіакомпанії Escala і Gran-Plana.
  - Дьюті-фрі на деяких міжнародних рейсах.
  - Безкоштовні газети на рейсах з базових аеропортів і головних пунктів призначення.
  - 10 музичних каналів і безкоштовні навушники.
  - Персональні дисплеї пасажирів. Система розваг AVOD (Audio and Video On-Demand), крім стандартних послуг аудіо - і відеосервісів надаються доступ в Інтернет, ігри, інформація про авіакомпанії і аеропортах, а також поточна інформація про політ.
  - Індивідуальні набори засобів особистої гігієни на далекомагістральних рейсах.

### Перший клас
Aeroméxico пропонує сервіс першого класу на всіх рейсах, за винятком рейсів літаки Embraer EMB-145 і Saab 340B дочірньої компанії Aeroméxico Connect.

### Харчування
В економічному класі Aeroméxico і Aeroméxico Connect пропонують легкі закуски і безалкогольні напої. На рейсах тривалістю понад півтори години і на будь-якому міжнародному рейсі авіакомпанії пасажири забезпечуються повним харчуванням (гарячою або холодною), широким асортиментом алкоголю, соків, чаєм, водою та іншими безалкогольними напоями. У першому класі крім перерахованого пропонуються Шампанське і канапки. Також у першому класі на рейсах міжнародних напрямків в наявності вибір страв ексклюзивної мексиканської кухні.

## Флот і пункти призначення
У зв'язку з нестачею В повітряному флоті компанії далекомагістральних лайнерів, в даний час діяльність Aeroméxico зосереджена на Америці, вводяться рейси на Монреаль, Торонто, Сан-Франциско, Денвер і Медельїн.

Флот Aeroméxico станом на листопад 2016 р.:
Станом на листопад 2016 середній вік повітряних суден авіакомпанії становив 7,6 років.

### Раніше експлуатувалися судна
- Stinson SR Reliant
- Travel Air
- Bellanca CH-200
- Бічкрафт Стеггервінг
- Avro Anson
- Boeing 247D
- Lockheed Constellation
- Bristol Britannia
- Convair 340
- Douglas DC-3
- Douglas DC-4
- Douglas DC-6
- Douglas DC-8-50
- McDonnell Douglas DC-9-15
- McDonnell Douglas DC-9-31/32
- McDonnell Douglas DC-10-15
- McDonnell Douglas DC-10-30
- Boeing 757-200
- McDonnell Douglas MD-82
- McDonnell Douglas MD-83
- McDonnell Douglas MD-88

## Авіаподії і нещасні випадки
- 31 серпня 1986 року. Літак DC-9-32 (реєстраційний XA-JED) рейсу 498 авіакомпанії Aeromexico, що вилетів з Міжнародного аеропорту Мехіко в Міжнародний аеропорт Лос-Анджелес зіткнувся в повітрі з приватним літаком Piper PA-28-181, який рухався з Аеропорту Замперіні-Філд в Аеропорт Біг-Бір-Сіті. Пілот Пайпера помилково увійшов у контрольну зону аеропорту Лос-Анджелес, виникла плутанина в керуванні повітряним рухом. Після зіткнення обидва літаки впали вниз. DC-9 розбився в передмісті Біг-Бір-Сіті, зруйнувавши одинадцять будинків і пошкодивши сім інших. Пайпер впав на вільне до того моменту поле для гольфу. В результаті катастрофи загинуло 64 людини на Дугласі, троє на Пайпері і 15 людей на землі. Головними причинами авіакатастрофи названі недоліки диспетчерського забезпечення радарних станцій і помилки в процедурах зльотів та посадок повітряних суден.[7]